# Paul von Jordan
Paul August von Jordan (* 13. Mai 1831 in Berlin; † 10. Februar 1870 in Wiesbaden) war ein deutscher Verwaltungsbeamter.

## Leben
Paul von Jordan studierte an Universitäten Bonn und Heidelberg Rechtswissenschaften. 1851 wurde er Mitglied des Corps Palatia Bonn. Im gleichen Jahr schloss er sich dem Corps Vandalia Heidelberg an. Nach dem Studium trat er in den preußischen Staatsdienst ein. Er wurde Regierungsassessor bei der Regierung Danzig. 1862 wurde er zum Landrat des Landkreises Neustadt in Westpreußen. 1867 wurde er Landrat des Landkreises Wiesbaden. Das Amt hatte er bis 1869 inne. Im folgenden Jahr starb er.